# Haute Mésopotamie
Cet article concerne la Djézireh, une région en Mésopotamie. Pour la ville du même nom, voir Cizre. Pour la partie syrienne de la Djézireh, voir Djézireh de Syrie. Pour les autres significations, voir al-Jazira.

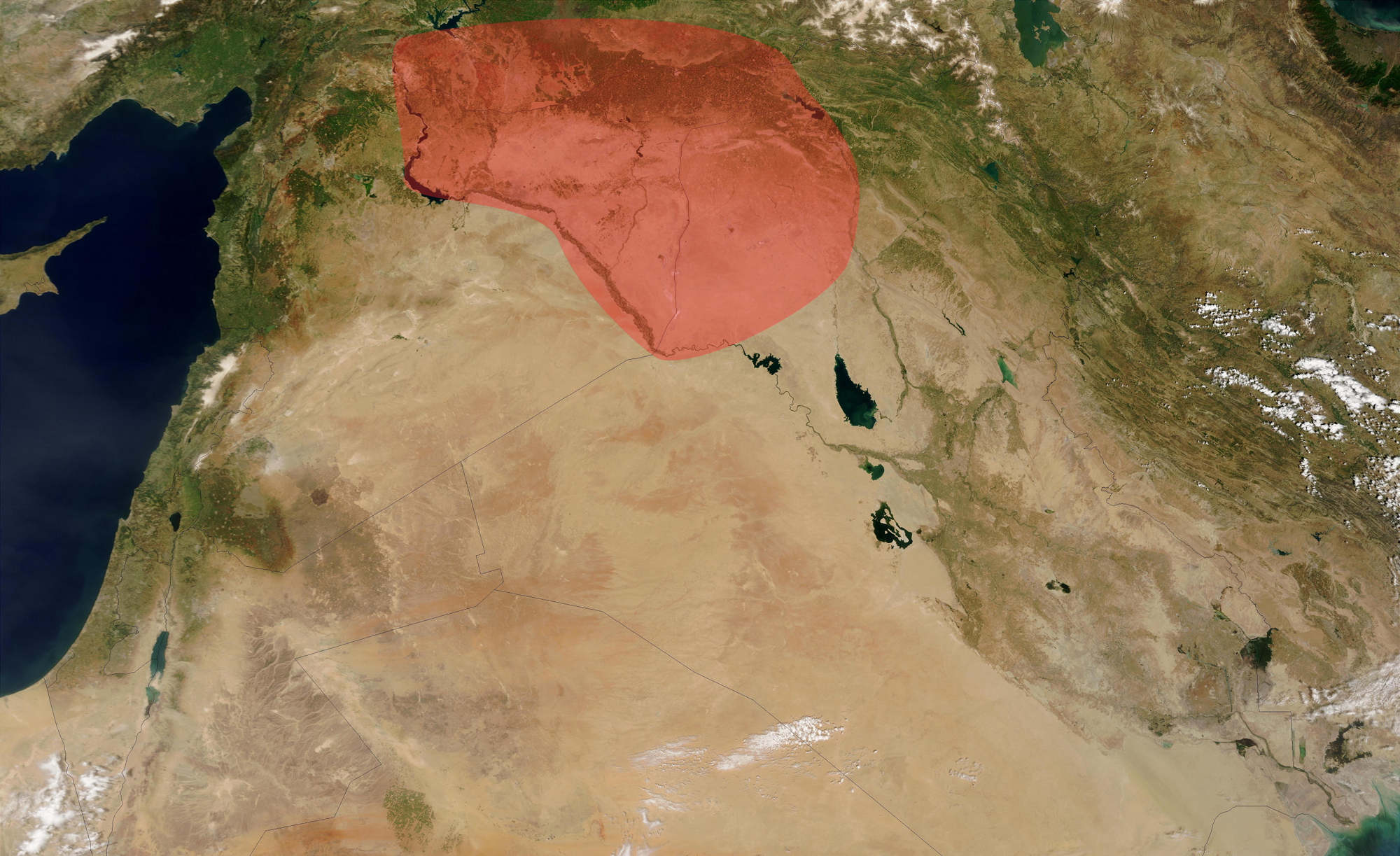
Haute Mésopotamie en rouge sur la carte de la Mésopotamie.

La Haute Mésopotamie, également appelée la Djézireh ou al-Jazira (en arabe : الجزيرة, littéralement « l'île »), est le nom donné aux terres élevées et au grand sandur du Nord-Ouest de l'Irak, Nord-Est de la Syrie, et Sud-Est de la Turquie, en Mésopotamie.

## Histoire

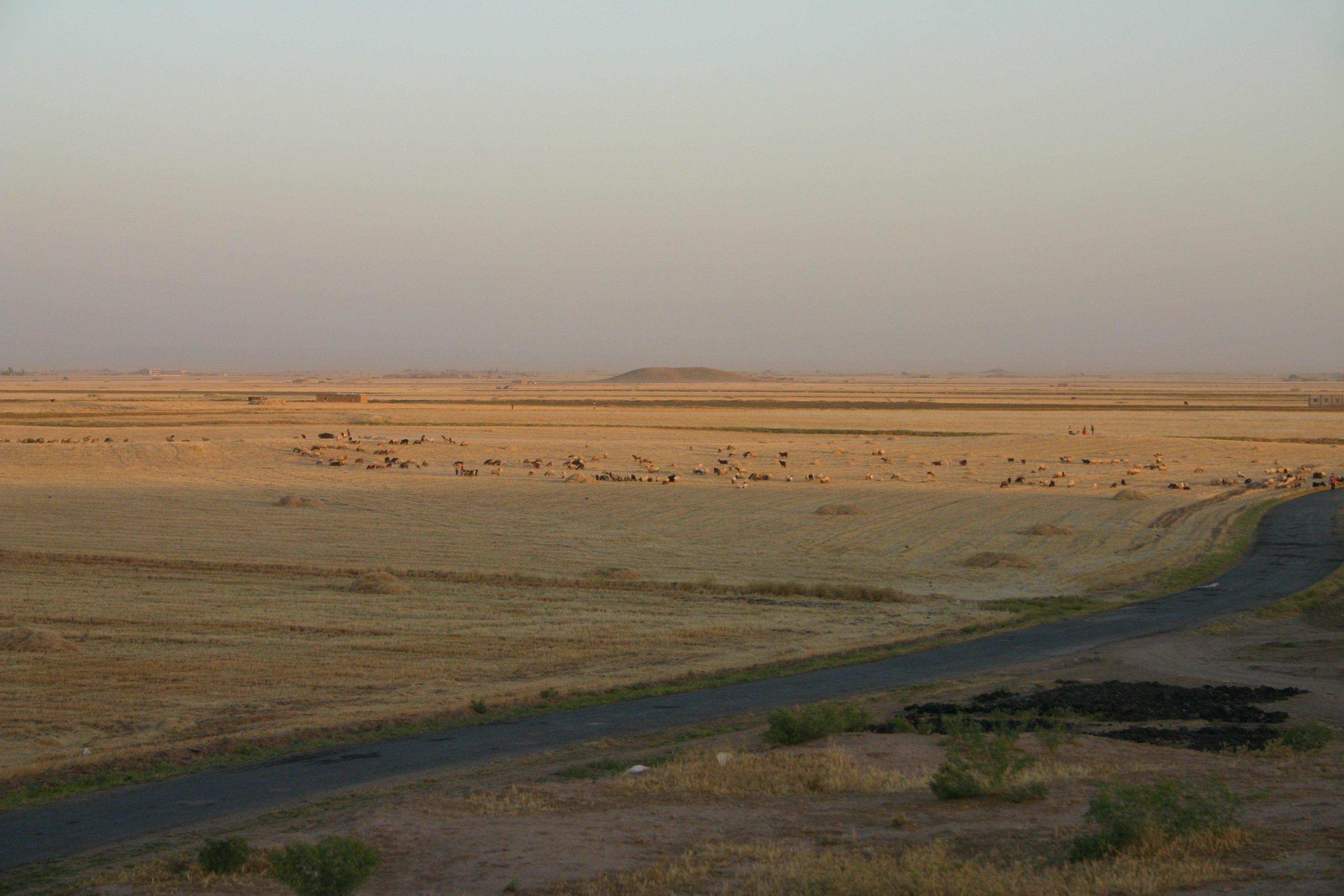
Plaine alluviale de la rivière Khabour, un affluent de l'Euphrate en Haute Mésopotamie. Une image du Djézireh syrienne.

Au XIXe siècle av. J.-C., y prend place le royaume de Haute-Mésopotamie.
Entre les XVIIe et XIIIe siècles av. J.-C., royaume de Mittani.
C'est ensuite l'espace d'expansion de l'empire assyrien.
Les Marwanides de Haute-Mésopotamie, une dynastie kurde, y règne de 983 à 1085.
De 1037 à 1194, les Seldjoukides s'installent dans la région, il s'agit d'une tribu turcique venue du Turkestan.
Lors de la partition de l'Empire ottoman après la Première Guerre mondiale, la Djézireh a été divisée entre l'Empire britannique (sous le mandat britannique de Mésopotamie), l'Empire français (sous le mandat français en Syrie et au Liban), et la nouvelle République turque. Par conséquent, la Djézireh fait partie de trois nouvelles nations : la Turquie, le royaume d'Irak et l'État de Syrie.